# نحاميات
النحاميات (الاسم العلمي: Phoenicopteriformes)، هي رتبة من الطيور المائية. والتي تضم طيور النحام وشبيهاتها من الطيور المنقرضة.